# Clonazepam
Clonazepam is een benzodiazepine dat als anti-epilepticum ingezet wordt. Een medicijn dat de verschijnselen van epilepsie onderdrukt, kan ook worden voorgeschreven, zowel bij angsten (zoals bij zware ontwenningsverschijnselen van bijvoorbeeld alcohol; voorts ook bij paniekstoornissen en slapeloosheid) als bij neurologische aandoeningen (zoals polyneuropathieën). Vanwege de sterke werking wordt het ook wel  palliatief ingezet, als men erg lijdt.
Clonazepam in combinatie met alcohol is dan ook niet aan te raden. Het wordt sinds 1973 in Nederland op de markt gebracht door Roche Nederland bijv. onder de merknaam Rivotril en het is verkrijgbaar onder de generieke naam clonazepam.  Het is verkrijgbaar in de vorm van druppels, tabletten en injecties. Tabletten zijn verkrijgbaar in de sterktes van 0,5 en 2 mg. Het equivalent ten opzichte van diazepam 10 mg is 1 tot 2. De Ashton Manual claimt 20 mg diazepam als equivalent, en sommige tabellen een lagere sterkte. Daarmee is 1 mg clonazepam vergelijkbaar met 10-20 mg diazepam, hoewel de werking van clonazepam anders is, het werkt vrij lang en dempt wat sterker en breder, echter iets korter dan diazepam. De halveringstijd in het bloed neemt na 20 uur af en het kan 60 uur of langer duren voordat het helemaal uit het bloed is. Bij veelvuldig en vooral langdurig gebruik kan een stapelwerking ontstaan, waardoor de halveringstijd langer kan worden. Het vermogen om met stress en moeilijke situaties om te gaan kan sterk afnemen door het dempende effect van clonazepam. Als angstremmer kan het bij langdurig gebruik juist de gevoeligheid voor angst verhogen, waardoor men een steeds hogere dosering moet nemen, wat bij vrijwel alle benzodiazepinen voorkomt. Zo kan men in een vicieuze cirkel komen, omdat stoppen veel ontwenningsverschijnselen kan geven, zelfs als het afgebouwd wordt. Het middel dient dan ook zeer langzaam afgebouwd te worden, waarbij vaak wordt overgeschakeld naar diazepam, omdat dat minder sterk is en in meerdere sterktes verkrijgbaar is. In veel gevallen is diazepam de standaardmedicatie bij het afbouwen van een benzodiazepine.

## Bijwerkingen

### Veel voorkomende bijwerkingen
- Vermindering van het coördinatievermogen.
- Vermindering van het reactievermogen.
- Vermindering van het concentratievermogen.
- Verslaving (als de behandeling langer duurt dan 2 maanden, dit kan ook eerder zijn. Langzaam afbouwen kan (grotendeels) ernstige langdurige ontwenningsverschijnselen voorkomen)[3]

### Weinig voorkomende bijwerkingen
- Afname van emoties.

### Zeer zelden voorkomende bijwerkingen
- Clonazepam kan een aanval van porfyrie (een stofwisselingsaandoening) uitlokken.
- Overgevoeligheid voor clonazepam (in de vorm van jeuk en huiduitslag).
- Minder zin in seks/impotentie.

## Farmacologie
Clonazepam wordt snel en vrij volledig opgenomen. Het bereikt de piekconcentratie na 1 tot 4 uur, na orale toediening. Voor een therapeutische werking is een concentratie clonazepam in plasma nodig van 20-70 ng/mL.
De metabolieten zijn weinig actief.
Excretie vindt plaats voornamelijk met de urine, maar voor 10-30% met ontlasting. Na 20-60 uur heeft de helft van de toegediende clonazepam het lichaam verlaten (de zogenaamde halveringstijd, T1/2).